# 파슨스의 이론
파슨스의 이론은 특성 요인 이론이다. 프랭크 파슨스(Frank Parsons, 1854~1908)는 직업운동의 선구자로서, 노동자들이 '직업' 을 통해서 자아를 실현시키기를 바란 미국의 사회개혁가다.

## 개요
개인의 특성과 직업 또는 직무를 구성하는 요인에 관심을 가짐

## 과정
개인의 이해: 예) 상담을 받으러 온 한 아이는 농구에 흥미가 있다. 하지만 체력적,신체적 조건이 좋지 않다. 그러나 아이는 분석력,관찰력등이 우수하다. → 직업세계의 이해: 예) 농구와 관련된 직업을 알아본다. → 합리적 선택 의 과정을 거침: 예) 농구를 좋아하지만,체력적, 신체적 조건이 좋지 않은 아이에게 자신의 강점을 살릴 수 있는 농구해설가등의 직업을 선택할 것을 권유한다. 

## 특성 요인 이론의 6가지의 체계화된 상담 과정
1. 분석 - 자료들을 주관적, 객관적 방법으로 수집한다.
2. 종합 - 자료들을 수집하고 요약한다.
3. 진단 - 원인들을 탐색한다.
4. 예측- 가능성을 판단한다. 대안적 조치와 중점 사항을 예측한다.
5. 상담- 내담자와 함께 협동적으로 이야기 한다.
6. 추수지도 - 새로운 문제 발생 시 위의 단계를 반복, 지속적으로 내담자를 돕는다.

처음 4단계는 상담자가 주로 주도 하지만. 나머지 단계는 내담자의 참여를 중요시 한다.

## 특성 요인 상담자의 자질
1. 전문성 - 개인에 대한 분석과 직업세계에 대한 이해에 있어서 전문가 여야 한다.
2. 신뢰 - 내담자에게 신뢰감을 줄 수 있어야 한다.
3. 매력- 내담자가 상담자를 믿고 따를 수 있게 할 만큼의 인간적인 매력이 있어야 한다